# George Harrison (Album)
George Harrison ist das sechste Solo-Studioalbum von George Harrison nach der Trennung der Beatles. Gleichzeitig ist es einschließlich der beiden Instrumentalalben aus den 1960er Jahren, der Studioalben, des Kompilationsalbums und des Livealbums das insgesamt zehnte Album Harrisons. Es wurde am 23. Februar 1979 in Großbritannien und am 20. Februar 1979 in den USA veröffentlicht.

## Entstehungsgeschichte
Für die Fertigstellung des Nachfolgealbums von Thirty Three & 1/3 nahm sich George Harrison erstmals mehr Zeit. Im Jahr 1977 nahm Harrison lediglich das Lied Mo auf, eine Hommage an den damaligen Präsidenten der Schallplattenfirma Warner Bros. Das Lied wurde erst 1994 auf einer sechs-CD-Promotionkompilation mit dem Titel Mo’s Songs veröffentlicht. George Harrison sagte zu seiner musikalischen Pause: „Ich hatte einfach ein bisschen die Nase voll vom Musikgeschäft, um die Wahrheit zu sagen. Ich meine, es war schon lange fällig und, weißt du, es fühlte sich wie eine Pause an. Also habe ich 1977 eine Auszeit von der Musik genommen, und ich habe in diesem Jahr keine Melodie geschrieben.“

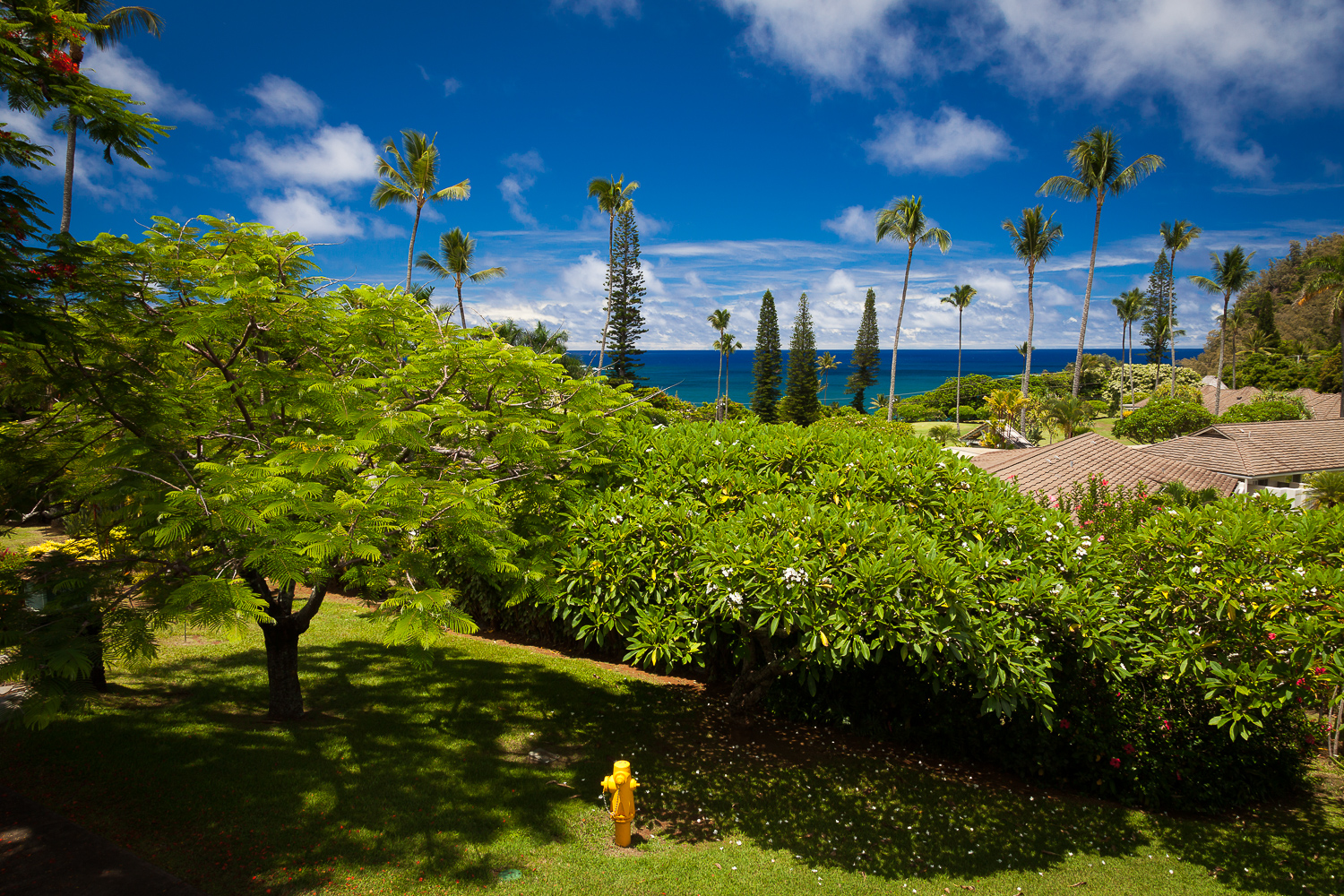
Hawaii, wo Harrison die meisten Lieder für das Album schrieb.

Harrison verbrachte Ende 1977 und Anfang 1978 einige Zeit auf Hawaii, schrieb hier neue Lieder und entspannte sich. Im Januar 1978 reiste er nach Los Angeles, um Demos seiner neuen Songs bei Warner Bros. vorzuspielen.
Harrison begann im Spätherbst 1977 mit der Komposition von Love Comes to Everyone; der Text, den Harrison als „optimistisch“ beschrieb, entstand dann auf Hawaii. Blow Away ist ein Lied mit einer positiven Grundstimmung, das Harrison in England in der Phase komponierte, als er sich zum größten Teil aus dem Musikgeschäft zurückgezogen hatte und häufig Formel-1-Rennen besuchte. Es war das erste Lied, das Harrison für das Album geschrieben hatte. Der Text zu Soft Hearted Hana wurde von einem Zauberpilztrip inspiriert, den Harrison mit dem lokalen Gastronomen Bob Longhi unternahm. Dark Sweet Lady, Your Love Is Forever und Soft Touch sind Liebeslieder. Das zornige Not Guilty hingegen ist ein bis 1979 nicht veröffentlichtes Beatles-Lied, das Harrison erneut aufnahm. Die ursprüngliche Version war 1968 während der Aufnahmen zum Beatles-Album The Beatles fertiggestellt worden, wurde aber erst im Oktober 1996 (Anthology 3) veröffentlicht. Here Comes the Moon handelt vom Mondschein und bezieht sich auf Here Comes the Sun, während If You Believe, ähnlich wie mehrere Titel des Albums Living in the Material World, religiöse und philosophische Ansichten von George Harrison erläutert. Das Lied Faster befasst sich mit dem Formel-1-Rennsport und wurde von Jackie Stewart und Niki Lauda inspiriert. Der Titel des Lieds stammt von Stewarts Autobiografie Faster!: A Racer’s Diary, die 1972 erschien. Angeregt von einem Gespräch mit Niki Lauda machte sich Harrison daran, ein Lied zu schreiben, das seinen Rennfahrerfreunden gefallen könnte. Harrison widmete das Lied unter anderem dem 1978 verstorbenen Rennfahrer Ronnie Peterson.
Die Aufnahmen für das Album erfolgten zwischen März und Oktober 1978 mit dem Ko-Produzenten Russ Titelman, der von Mo Ostin empfohlen wurde. George Harrison sagte im April 1979 über seinen Produzenten: „Er half mir bei der Entscheidung, welche Art von Melodien ich verwenden sollte, ermutigte mich, bestimmte Songs wirklich zu vollenden, und half mir, die Tracks tatsächlich fertigzustellen. Es ist schwer für einen Künstler, in der Aufnahmekabine und im Studio zu sein.“ Die Backing-Tracks wurden über einen Zeitraum von zwei Wochen live aufgenommen, Overdubs folgten nach einer kurzen Pause. Die Streicherbegleitungen wurden in George Martins AIR Studios im Zentrum Londons hinzugefügt. Während dieser Zeit, am 1. August 1978, wurde der Sohn von George Harrison und Olivia Arias, Dhani Harrison geboren. Am 2. September folgte die Heirat der Eltern.
Das Album sollte ursprünglich Ende 1978 veröffentlicht werden, aber Verzögerungen mit der Covergestaltung führten dazu, dass es in das neue Jahr verschoben wurde. George Harrison sagte 1979 über das Album: „Ich finde dieses Album sehr angenehm.“ Im Mai 1979 wurde das Album in den USA mit Gold für 500.000 verkaufte Exemplare ausgezeichnet.

## Covergestaltung
Das Design und das Foto des Covers stammen von Mike Salisbury. Das Cover zeigt George Harrisons Gesicht.

## Sonstiges
Für das Album wurden Musikvideos für die Titel Blow Away und Faster produziert.

## Titelliste
Alle Titel wurden von George Harrison geschrieben, soweit nicht anders vermerkt.
Seite 1
1. Love Comes to Everyone – 4:36
2. Not Guilty – 3:35
3. Here Comes the Moon – 4:48
4. Soft-Hearted Hana – 4:03
5. Blow Away – 4:00

Seite 2
1. Faster – 4:46
2. Dark Sweet Lady – 3:22
3. Your Love Is Forever – 3:45
4. Soft Touch – 3:59
5. If You Believe (Harrison/Gary Wright) – 2:55

Bonustitel (2004)
1. Here Comes the Moon (Demoversion) – 3:37

## Wiederveröffentlichungen
- Die Erstveröffentlichung im CD-Format erfolgte im Juni 1991 ohne Bonustitel. Der CD liegt ein achtseitiges bebildertes Begleitheft bei, das die Liedtexte beinhaltet.[6]
- Im März 2004 wurde das Album in einer remasterten Version als CD bei der EMI Group mit dem Bonustitel Here Comes the Moon (Demo Version) wiederveröffentlicht. Das Remastering erfolgte durch Simon Heyworth und John Etchells in den Super Audio Mastering Studios in Devon. Das CD-Album hat ein Plastikcover, dem ein zwölfseitiges bebildertes Begleitheft beigelegt ist, das Informationen zu den Liedern und die Liedtexte beinhaltet. Das Design stammt von Drew Lorimer.[7]
- Seit Oktober 2007 ist das Album George Harrison auch als Download bei iTunes mit dem zusätzlichen Bonustitel Blow Away (Demo) erhältlich.

## Single-Auskopplungen

### Blow Away
Die erste Singleauskopplung Blow Away / Soft Touch erschien am 16. Februar 1979 in Großbritannien, in den USA wurde die Single mit der B-Seite Soft-Hearted Hana am 19. Februar 1979 veröffentlicht.
Die Promotionsingle wurde in den USA wie folgt veröffentlicht: Auf der A-Seite befindet sich die Mono-Version und auf der B-Seite die Stereo-Version der A-Seite der Kaufsingle.

### Love Comes to Everyone
Die zweite Single Love Comes to Everyone / Soft-Hearted Hana erschien am 27. April 1979 in Großbritannien, in den USA wurde die Single mit der B-Seite Soft Touch am 14. Mai 1979 veröffentlicht. Die Singleversion von Love Comes to Everyone wurde gekürzt. Die Single konnte sich nicht in den Charts platzieren.
Die Promotionsingle wurde in den USA wie folgt veröffentlicht: Auf der A-Seite befindet sich die Mono-Version und auf der B-Seite die Stereo-Version der A-Seite der Kaufsingle.

### Faster
In Großbritannien (13. Juli 1979) erschien als dritte Singleauskopplung und in Deutschland/Niederlande (August 1979) als zweite Single Faster / Your Love Is Forever (in Deutschland mit der B-Seite Soft-Hearted Hana). Die Single erschien in Großbritannien auch im Picture-Disc-Format. Die Single konnte sich nicht in den Charts platzieren.

### Weitere Single
In Brasilien wurde eine EP mit folgenden Liedern veröffentlicht: Blow Away / Love Comes to Everyone / Soft Touch / Faster.

## Kommerzieller Erfolg

### Chartplatzierungen
Album
| ChartsChartplatzierungen       | Höchstplatzierung | Wochen |
| ------------------------------ | ----------------- | ------ |
| Vereinigte Staaten (Billboard) | 14 (18 Wo.)       | 18     |
| Vereinigtes Königreich (OCC)   | 39 (5 Wo.)        | 5      |

Singles

| Jahr | Titel     | Höchstplatzierung, Gesamtwochen, AuszeichnungChartplatzierungen (Jahr, Titel, , Platzierungen, Wochen, Auszeichnungen, Anmerkungen) | Höchstplatzierung, Gesamtwochen, AuszeichnungChartplatzierungen (Jahr, Titel, , Platzierungen, Wochen, Auszeichnungen, Anmerkungen) | Anmerkungen                        |
| Jahr | Titel     | UK | US | Anmerkungen                        |
| ---- | --------- | --- | --- | ---------------------------------- |
| 1979 | Blow Away | UK51 (5 Wo.)UK | US16 (14 Wo.)US | Erstveröffentlichung: Februar 1979 |

### Auszeichnungen für Musikverkäufe
| Land/Region               | Auszeichnungen für Musikverkäufe (Land/Region, Auszeichnung, Verkäufe) | Verkäufe |
| ------------------------- | ---------------------------------------------------------------------- | -------- |
| Vereinigte Staaten (RIAA) | Gold                                                                   | 500.000  |
| Insgesamt                 | 1× Gold ·                                                              | 500.000  |